# قله تخت سلیمان (پاکستان)
قله تخت سلیمان یا قله سلیمان، قله‌ای در بلوچستان پاکستان در جنوب خاوری فلات ایران است. بلندای آن ۳۴۸۷ متر (۱۱۴۳۷ پا) است. بلندترین قله رشته‌کوه سلیمان می‌باشد.